# Креј
Креј (фр. Creil) насеље је и општина у североисточној Француској у региону Пикардија, у департману Оаза која припада префектури Санлис.
По подацима из 2011. године у општини је живело 33.741 становника, а густина насељености је износила 3042,47 становника/km². Општина се простире на површини од 11,09 km². Налази се на средњој надморској висини од 27 метара (максималној 129 m, а минималној 26 m).

## Демографија
| 1962.  | 1968.  | 1975.  | 1982.  | 1990.  | 1999.  | 2011.  |
| ------ | ------ | ------ | ------ | ------ | ------ | ------ |
| 19.235 | 32.544 | 32.509 | 34.709 | 31.956 | 30.675 | 33.741 |

График промене броја становника у току последњих година